# Hortipes atalante
Hortipes atalante là một loài nhện trong họ Corinnidae.
Loài này thuộc chi Hortipes. Hortipes atalante được miêu tả năm 2000 bởi Bosselaers & Rudy Jocqué.